# Kalme (Kuusalu)
Kalme est un village de la Commune de Kuusalu du Comté de Harju en Estonie.
Au 31 décembre 2011, elle compte 30 habitants.